# Томас Лермонт
То́мас Ле́рмонт из Эркельдуна (англ. Thomas Learmonth; ок. 1220 — ок. 1290), также известный как Че́стный (Правди́вый) То́мас (True Thomas) или То́мас-Рифма́ч (Thomas the Rhymer) — шотландский бард XIII века. Писал на среднеанглийском языке. Упоминается в хронике XIII века как «Томас из Эркельдуна» (ныне Эркельдун или Эрсилдун носит название Эрлстоун, Бервикшир, Шотландия). 
Сам Томас — реально существовавшая личность, но за столетия его образ оброс легендами, превратив его в персонажа кельтского фольклора. В легендах он описывается как непревзойдённый поэт, певец и музыкант, обладавший даром провидца и общавшийся с эльфами. Наиболее известным предсказанием Томаса считалась смерть шотландского короля Александра III 19 марта 1286 года.

## В литературе
Самым известным фольклорным источником легенды о Честном Томасе является баллада XVII века «Томас-Рифмач» (англ. Thomas Rymer, Child 37). В ней рассказывается, как однажды Томас своей песней пленил сердце Королевы фей, та отвезла его в волшебную страну и сделала своим возлюбленным. От королевы он получил дар предвидения, легенда приписывает ему предсказание многих событий в истории Шотландии. «Честным (Правдивым) Томасом» баллада называет его за то, что он не говорил ни слова лжи. Некоторые историки полагают эту балладу родоначальником всей шотландской литературы в целом.
Одним из самых известных произведений о Томасе является баллада Редьярда Киплинга «Последняя Песнь Честного Томаса» (The Last Rhyme of True Thomas; 1894), переводившаяся на русский язык. В ней Король (возможно, Александр III, король Шотландии) хочет наградить Честного Томаса рыцарским званием и землями за искусство песни. Но бард лишь смеётся над мирскими наградами. Он заявляет, что уже присягнул Волшебному королевству, и все сокровища земные не сравнятся с чудесным даром, что он получил от эльфов. Томас сам награждает короля тремя песнями, трижды перевернув его душу. Сначала он заставляет Короля рыдать, раскаиваясь в своих грехах, потом пробуждает в нём боевой дух, и наконец, возвращает ему светлые воспоминания о первой любви.
Американская писательница Эллен Кашнер написала роман «Томас-Рифмач» (1990) о Лермонте. В романе обыгрывается традиционная легенда об уходе Томаса в страну фей, где он служил бардом и был любовником эльфийской королевы. Кашнер вводит также много дополнительных сюжетных линий, например, семейную жизнь Томаса и его приключения в эльфийской стране, где он спас душу заколдованного рыцаря при помощи своей песни.
Томаса Рифмача включил в свою книгу «Последний дозор» писатель-фантаст Сергей Лукьяненко в качестве Томаса (Гесер называл его Фомой) Лермонта — высшего светлого мага, главы Ночного дозора Шотландии.
Явное влияние образа Томаса Рифмача присутствует в персонаже романов из цикла «Фэнтези» Г. Л. Олди — Томасе Биннори.

## Генеалогия
Томас Лермонт принадлежал к существующему поныне шотландскому роду Лермонтов, родоначальник которого упоминается в 1057 году: он был награждён королём Малькольмом III за участие в разгроме Макбета и по королевскому указу получил фамилию Лермонт (от местности, что считалось почётным). В 1613 году один из представителей этого рода, пленный поручик польской службы Георг (Джордж) Лермонт (ок. 1596 — 1633), поступил на службу к русскому царю Михаилу Фёдоровичу, перешёл в православие и стал, под именем Юрия Андреевича, родоначальником русской дворянской фамилии Лермонтовых, к которой принадлежал русский поэт Михаил Лермонтов, считающийся потомком Томаса Рифмача. В XVI веке предок Джорджа Байрона, королевский адвокат Гордон Байрон, был женат на Маргарет Лермонт, что дало основание поэту числить Томаса Рифмача в своих предках.